# Singilis alternans
Singilis alternans es una especie de escarabajo de la familia Carabidae.

## Distribución geográfica
Se distribuye por la península ibérica (España).